# Paredones (Baja California)
El poblado  Paredones o Torreón es una localidad  mexicana situada en la parte norte del valle de Mexicali, en el municipio de Mexicali, Baja California. Pertenece a la delegación municipal de Ciudad Morelos.
Se encuentra ubicada en las coordenadas 32°36'18 de latitud norte y 114°55'43 de longitud oeste. Está comunicada por la carretera estatal N.º 6 que la atraviesa y la conecta al noreste con el poblado de "Cuervos" y al suroeste con el de Tecolotes, además un camino o carretera vecinal comunica al sur con el poblado del ejido Tabasco.
El nombre: "Paredones" se deriva de que, en la primera mitad del siglo XX, había una estación del ferrocarril Inter-Californias también conocido como "tren pachuco" y dicha estación recibía ese nombre.